# Alois Gossi
Alois Gossi (* 26. November 1927 in Rechnitz; † 7. Jänner 1997 in Oberwart) war ein österreichischer Politiker (SPÖ) und Bundesbeamter. Gossi war Bürgermeister von Rechnitz, Abgeordneter zum Burgenländischen Landtag und von 1982 bis 1986 Abgeordneter zum Nationalrat.

## Leben
Gossi besuchte nach der Pflichtschule drei Klassen der Lehrerbildungsanstalt und erlernte danach von 1949 bis 1951 den Beruf des Maurers, Er absolvierte zudem zwischen 1950 und 1952 die technisch-gewerbliche Abendschule der Kammer für Arbeiter und Angestellte und war als Vertragsbediensteter und nach der Absolvierung der Beamtenmatura 1958 als Beamter des Arbeitsamtes Oberwart tätig.
Gossi trat 1951 der SPÖ bei und hatte verschiedene innerparteiliche Funktionen in der SPÖ inne. So war er Ortsparteivorsitzender in Rechnitz, Bezirksobmann der SPÖ Oberwart sowie  Mitglied des Landesparteivorstandes und des Landesparteipräsidiums. Zudem wirkte Gossi als Obmann-Stellvertreter des Burgenländischen Gemeindevertreterverbandes und ab 1958 als Mitglied des Gemeinderates der Marktgemeinde Rechnitz. Gossi vertrat die SPÖ zudem von 1970 bis 1982 im Burgenländischen Landtag, war zwischen 1973 und 1989 Bürgermeister von Rechnitz sowie zwischen dem 20. Jänner 1982 und dem 16. Dezember 1986 Abgeordneter zum Nationalrat.

## Auszeichnungen
- 1985: Großes Silbernes Ehrenzeichen für Verdienste um die Republik Österreich[1]
- Alois Gossi-Gasse in Rechnitz